# لوکاس د فرانچسکو
لوکاس د فرانچسکو (انگلیسی: Lucas de Francesco؛ زادهٔ ۲۱ سپتامبر ۱۹۸۱) بازیکن فوتبال اهل آرژانتین است.
از باشگاه‌هایی که در آن بازی کرده‌است می‌توان به باشگاه فوتبال پانتولیکوس اشاره کرد.